# La Folle de Lituanie
La Folle de Lituanie est un roman de Bertrand Poirot-Delpech publié le 2 octobre 1970 aux éditions Gallimard et ayant reçu le Grand prix du roman de l'Académie française la même année.

## Éditions
- La Folle de Lituanie, éditions Gallimard, 1970  (ISBN 2070272907).